# 악락심천
악락심천은 제주특별자치도 제주시 애월읍 1795-5번지에 있는 우물이다. 2015년 2월 11일 제주특별자치도의 향토유산 제16호로 지정되었다.

## 지정 사유
물이 귀한 제주도 중산간마을에서 우물을 조성한 사례로 원형으로 축조되어 있어 예술적으로도 뛰어나다.